# Duryodhana
Duryodhana (Sanskrit दुर्योधन duryodhana, m.) war im Mahabharata der älteste Sohn von König Dhritarashtra und Anführer der Kaurava-Prinzen.

## Kindheit und Jugend
Duryodhana wuchs als ältester der hundert Söhne Dhritrashtras am Hof von Hastinapura auf. Als Dhritarashtras Bruder Pandu früh verstarb, wurden auch dessen fünf Söhne, die Pandavas nach Hastinapura gebracht, woraufhin sich starke Rivalitäten zwischen den Vettern entwickelten und Duryodhana seine Führungsposition im Kreis der Prinzen gefährdet sah. Schließlich kam es auf Duryodhanas Betreiben zu Anschlägen auf die Pandavas, die für einige Zeit im Exil untertauchten.

## Würfelspiel
Nach der Rückkehr der Pandavas aus dem Exil verfügte Dhritarashtra eine Teilung des Reiches, um die Rivalitäten zu schlichten. Die Pandavas residierten jetzt in der neuen Hauptstadt Indraprastha und gelangten dort zu viel Wohlstand und Ansehen, was wiederum Duryodhanas Missgunst hervorrief. Er überredete Dhritarashtra, ein Würfelspiel zwischen seinem gerissenen Onkel Shakuni und dem sanftmütigen Yudhishthira zu veranstalten, dem ältesten der Pandavas. Beim Spiel verlor Yudhisthira daraufhin all seinen Einsatz, zuletzt auch seinen gesamten Besitz, seine Brüder, ihre gemeinsame Frau Draupadi und sich selbst. Duryodhana nutzte die Gelegenheit, um Draupadi und ihre Brüder vor aller Augen schwer zu demütigen. Am Ende intervenierte Dhritarashtra jedoch und verfügte, dass die Pandavas nicht ihre Freiheit verlieren sollten, sondern für dreizehn Jahre ins Exil gehen mussten.

## Triumph der Pandavas
Während dieser Zeit im Exil wollte Duryodhana die Pandavas im Wald besuchen, um sich an ihrer Notlage zu ergötzen. Doch unterwegs wurde er von einer Gruppe von Gandharvas überfallen und gefangen genommen und schließlich von den Pandavas befreit, was für ihn eine extreme Demütigung bedeutete. Als die Zeit des Exils vorüber war und die Rückkehr der Pandavas in ihre Hauptstadt anstand, zeichnete sich ab, dass ein Krieg unvermeidbar war, da Duryodhana nicht an einer Einigung mit seinen Vettern interessiert war. Schließlich kam es zu einer achtzehntägigen Schlacht, welche die Pandavas mit Unterstützung Krishnas  gewannen. In einem Zweikampf mit dem bärenstarken Pandava Bhima wurde Duryodhana tödlich verletzt und starb auf dem Schlachtfeld.